# Евктемон
Евктемо́н (Ευκτήμων ο Αθηναίος; ум. 432 до н. э.) — древнегреческий астроном. Современник и ближайший соратник Метона. Жил и работал в Афинах. Работы Евктемона не сохранились, о его деятельности известно по трудам Птолемея и Гемина.
Евктемон первым ввёл тропическое деление Зодиака. Основываясь на наблюдениях ряда солнцестояний, он опубликовал парапегму — звёздный календарь, в котором были отмечены равноденствия и солнцестояния, годовые восходы и заходы неподвижных звёзд и соответствующие погодные указания. Евктемон разделил солнечный год на 12 месяцев, определяемых 12 знаками Зодиака. Первые пять месяцев имели по 31 дню каждый, следующие семь — по 30 дней.
Евктемон также ввёл вместо восьмилетнего календарного цикла 19-летний, в котором солнечный год был согласован с лунными синодическими месяцами, при этом длительность года определялась в 365 и 5/19 дня, при этом 19-летний цикл включал 6940 дней и 235 месяцев, из которых 110 были «пустыми» 29-дневными, а 125 — «полными» 30-дневными, что в сумме давало 6940 дней и примерное соответствие календарных месяцев лунным.
Евктемон также первым установил неравенство времён года: продолжительность весны по Евктемону составляет 93 дня (в действительности, на эпоху V века до н. э. 94,1 дня), лета — 90 дней (92,2), осени — 90 дней (88,6), зимы — 92 дня (90,4).

## Память
В 1935 г. Международный астрономический союз присвоил имя Евктемона кратеру на видимой стороне Луны.